# Commission présidentielle (États-Unis)
Pour les articles homonymes, voir Commission présidentielle.
Aux États-Unis, une commission présidentielle est une commission spéciale ordonnée par le président des États-Unis pour procéder à une recherche ou des investigations spéciales. Elles sont souvent utilisées politiquement par le président dans l'un ou l'autre but : Ou pour attirer l'attention sur un problème (la publication du rapport de la commission peut généralement attirer l'attention des médias suivant comment la publicité donné à sa sortie) ou au contraire retarder une action sur un problème. Cependant, il y a des cas comme les commissions Tower, Rogers ou Warren où ces commissions ont publié des rapports qui ont ensuite été utilisés comme preuve, plus tard, dans des procédures judiciaires.

## Liste
Liste non exhaustive
- Commission pour enquêter sur l'attaque japonaise sur Pearl Harbor dite commission Roberts (1941)
- Commission du président éducation plus élevée pour la démocratie (The President's Commission Higher Education for Democracy) (1947)
- Commission sur les relations intergouvernementales dite commission Kestnbaum (1953)
- Commission présidentielle sur le statut des femmes (1961)
- Commission du président sur l'assassinat du président Kennedy dite commission Warren (1963)
- Commission nationale sur les causes et la prévention de la violence (1969)
- Étude présidentielle du secteur privé sur le contrôle des coûts  dite commission Grace  (1982)
- Commission nationale sur l'excellence dans l'éducation (1983)
- Commission du président des États-Unis sur les activités de la CIA aux États-Unis dite commission Rockefeller (1975)
- Commission présidentielle sur l'accident de la navette spatiale Challenger dite commission Rogers (1986)
- Comité de réexamen spécial du Président (President's Special Review Board) dite commission Tower (1986)
- Commission du président sur l'épidémie du SIDA (1987)
- Commission présidentielle sur la sécurité aérienne et le terrorisme (1990)
- Commission du président sur l'éducation des anciens combattants  (1996)
- Commission de conseil présidentiel sur les actifs de l'Holocauste aux États-Unis (1998)
- Commission du président pour renforcer la sécurité sociale (2001)
- Commission du président sur l'excellence dans l'éducation spécialisée (2001)
- Commission sur le futur de l'industrie aérospatiale des États-Unis (2001)
- Commission nationale sur les attaques terroristes contre les États-Unis - dite commission du 11 septembre (9/11 Commission) (2002)
- Commission du président sur le service postal des États-Unis  (2002)
- Commission du président sur l'implémentation d'une politique d'exploration spatiale des États-Unis (2004)
- Commission sur les capacités de renseignement des États-Unis au regard des armes de destruction massive (2005)
- National Commission on the BP Deepwater Horizon Oil Spill and Offshore Drilling (sur les conséquences des fuites survenues à Deepwater Horizon)
- Presidential Commission for the Study of Bioethical Issues (2009)